# Robert fitz Picot
Robert fitz Picot también Robert II fitz Picot de Saye Avenel (c. 992-1060) fue un noble caballero normando, señor de Aunay y iure uxoris de Saye en Normandía. Algunas fuentes vinculan el origen de la familia con la dinastía de Hrolf Ganger (Rollo). Rollo adoptó el nombre Robert y esta línea paterna incorpora sistemáticamente el nombre a su descendencia. Esta afirmación no está confirmada por fuentes acreditadas y permanece latente entre los historiadores que siguen investigando las distintas opciones genealógicas. Robert Fitz Picot fue un barón que se casó con Adeloyse de Say, viuda de Guillermo de Coimis. Fue uno de los fundadores de la abadía de Saint-Martin de Sées. 
En 1060, Roger de Montgomery, Osmelin y Robert fitz Picot de Say donaron a la abadía, la iglesia y los molinos de viento de La Roche-Mabile, una granja con un molino, tierras de bosque, la iglesia de La Ferrière-Bochard y todo lo que Roger tenía en la región de los oblatos una casa, un jardín, 10 acres de tierra, dos molinos, derechos de pesca y el diezmo de Urou.

## Herencia
De su matrimonio con Adeloyse de Say (m. 1086) nacieron dos hijosː
- Picot de Cambridge (Picot de Lascelles, c. 1022-1086), sheriff de Cambridgeshire;
- Roger fitz Robert de Saye Avenel,[6] padre de Ralph de Picot.